# Vicomté de Montenaken
 (janvier 2021).
Si vous disposez d'ouvrages ou d'articles de référence ou si vous connaissez des sites web de qualité traitant du thème abordé ici, merci de compléter l'article en donnant les références utiles à sa vérifiabilité et en les liant à la section « Notes et références ».
22 juin 1186 – 18 août 1789
603 ans, 1 mois et 27 jours
Entités précédentes :
- Comté de Looz

Entités suivantes :
- Belgique

La Vicomté de Montenaken était anciennement un alleu souverain du Saint-Empire, elle faisait jadis partie du Comté de Looz. 

## Histoire
Dès l'an 1203, le château de Montenaken avec son territoire et ses dépendances, ainsi que le château de Brusthem, les alleux de Halle, de Tessenderloo et de Lummen, furent mis sous la mouvance de l'Église de Liège; car le 22 juin de cette année, Louis II, Comte de Looz, fils de Gérard II, Comte de Looz, offrit à Hugues de Pierrepont, Évêque de Liège, ces possessions, qui étaient libres et ne relevaient de personne, et les reçut en même temps de cet évêque pour les tenir en fief. La châtellenie de Montenaken avec son territoire fut ainsi unie au Comté de Looz, qui, lui aussi, était déjà, depuis près de deux siècles, c'est-à-dire depuis 1014 ou 1040, pareillement devenu fief, relevant de la même église. 
Par la mort de Louis IV, Comte de Looz, dernier Comte de Looz, et par l'extinction de la ligne masculine de sa race, le Comté de Looz, comme fief masculin, fut dévolu à l'église de Saint-Lambert en l'année 1336; mais, par suite de l'usurpation de Thierry de Heinsberg, il ne lui fut, réellement et de fait, réuni qu'en 1367. Il compte cependant d'une charte inédite de Jean III de Bavière qu'avant cette époque, l'évêque et le chapitre cathédral de Liège, étaient déjà en possession du pays de Montenaken. Par cette charte, qui est du 12 février 1415, Jean III de Bavière, Prince-évêque de Liège, accorde à ceux de Montenaken de ne plus payer, à l'avenir, les tailles et autres impositions avec le Comté de Looz, dont il les sépare, mais seulement avec les villes et le pays de Lièges; et il allègue pour motif de cette faveur que le pays de Montenaken a été effectivement réuni à l'église de Liège plus tôt que le Comté de Looz. 
La Vicomté de Montenaken avait, outre ses privilèges, aussi son propre sceau, distinct de celui des Vicomtes, et commun à la justice et à la commune. Le sceau était le symbole de la liberté urbaine et de l'éminence civile. Le grand sceau de la Vicomté, réservé pour les attestations et actes solennels, représentait trois tours; mais le sceau ordinaire n'en avait qu'une, placée entre deux branches de chêne et entourée de cette légende: « Sigillus justit... Montñensis ».
La justice de la franchise était composée d'un écoutète ou maïeur, représentant du Prince de Liège dans le ressort de cette justice, comme le haut-drossart ou bailli l'était dans le quartier; et de sept échevins et d'un secrétaire, tous à la nomination du Prince-évêque de Liège. Les deux bourgmestres de la commune étaient annuellement élus, ou continués dans leurs fonctions, à la Saint-Jean, 24 juin, par la pluralité des habitants présents, immédiatement après la reddition publique du compte communal, qui était soumis à leur vérification comme à leur approbation.

## Territoire
Le pays de Montenaken comprenait les villages de:
- Montenaken
- Wezeren
- Betz
- Niel
- Gingelom
- Velm
- Halle
- Halmaal
- Wilderen
- Gorsem
- Brustem
- Ordingen
- Ryckel
- Borlo
- Buvingen
- Muizen
- Kerckom-lez-Saint-Trond
- Alost
- Mielen-boven-Aalst
- Boekhout
- Jeuck
- Cortis
- Fresin
- Rosoux-Crenwick
- Corswarem
- Berlo
- Weilen
- Marlinne
- Pepingen
- Roclenge-Looz
- Gelinden
- Engelmanshoven
- Grande-Jamine
- Petite-Jamine
- Mettekoven
- Opheers
- Batsheers
- Houtain-l'Évêque

## Vicomtes de Montenaken
| N°  | Nom                                           | Blason                             | Remarque |
| --- | --------------------------------------------- | ---------------------------------- | --- |
| 1.  | Arnoul de Montenaken (1165-1219)              | Blason de la famille de Montenaken | |
| 2.  | Guillaume Ier de Montenaken (1200-1275)       | Blason de la famille de Montenaken | |
| 3.  | Jean Ier de Montenaken (1255-1313)            | Blason de la famille de Montenaken | |
| 4.  | Guillaume II de Montenaken (?-?)              | Blason de la famille de Montenaken | |
| 5.  | Guillaume III de Montenaken (1305-1361)       | Blason de la famille de Montenaken | |
| 6.  | Jean II de Montenaken (?-?)                   | Blason de la famille de Montenaken | |
| 7.  | Guillaume IV de Montenaken (1398-1448)        | Blason de la famille de Montenaken | Conjointe: Marguerite de Breemsons, Dame de Meldert Titres: 7e Vicomte de Montenaken Biographie: Il signa le pacte d'union entre les Brabançons et les Limbourgeois en 1415. |
| 8.  | Godefroid de Montenaken (1410-1454)           | Blason de la famille de Montenaken | |
| 9.  | Philippe de Montenaken (1448-1480)            | Blason de la famille de Montenaken | |
| 10. | Charles Ier de Rubempré (1457-1521)           |                                    | |
| 11. | Charles II de Rubempré (1485-1549)            |                                    | Conjointe: Jeanne II de Bousies, Dame de Gosselies Titres: 11e Vicomte de Montenaken, Baron de Rêves Biographie:                                                             |
| 12. | Adrien II de Rubempré (1560-1607)             |                                    | |
| 13. | Antoine III de Rubempré (?-1581)              |                                    | |
| 14. | Guillaume de Renesse (1550-1617)              |                                    | |
| 15. | Renée II de Renesse (1584-1637)               |                                    | |
| 16. | Alexandre de Renesse (1618-1658)              |                                    | |
| 17. | Erasme de Surlet (?-?)                        |                                    | |
| 18. | Jacques de Surlet (?-?)                       |                                    | |
| 19. | Léonard de Lamberts de Cortenbach (1686-1754) |                                    | |
| 20. | Antoine de Lamberts de Cortenbach (1716-1766) |                                    | |
| 21. | George de Lamberts de Cortenbach (1722-1796)  |                                    | |
| 22. | Werner Ier de Lamberts-Cortenbach (1775-1849) |                                    | |
| 23. | Jean de Lamberts-Cortenbach (1826-1912)       |                                    | |
| 24. | Werner II de Lamberts-Cortenbach (1872-1934)  |                                    | |
| 25. | Werner III de Lamberts-Cortenbach (1866-1945) |                                    | |